# Puerto Carreno / A. Guauquea
Puerto Carreno / A. Guauquea är en flygplats i Colombia. Den ligger i den östra delen av landet, 700 km öster om huvudstaden Bogotá. Puerto Carreno / A. Guauquea ligger 53 meter över havet.
Terrängen runt Puerto Carreno / A. Guauquea är mycket platt. Runt Puerto Carreno / A. Guauquea är det glesbefolkat, med 11 invånare per kvadratkilometer. Närmaste större samhälle är Puerto Carreño, 0,94 km nordost om Puerto Carreno / A. Guauquea. 